# Orba Co
Orba Co, Wo’erba Cuo (chiń. 窝尔巴错; pinyin Wōěrbā cuò; tyb. འོར་པ་མཚོ – Wylie: 'or pa mtsho) – niewielkie słone jezioro na Wyżynie Tybetańskiej. Zajmuje powierzchnię 89 km2. Jest położone na wysokości 5209 m n.p.m. Na jeziorze znajdują się 4 nienazwane wyspy, które są uważane za najwyżej położone wyspy na świecie.